# 勒吉谢站
勒吉谢站（法語：Gare du Guichet）是法国的一个铁路车站，属于大区快铁B线B4支线。开通于1854年7月29日，位于埃松省奥赛的勒吉谢（Le Guichet）区。属于第五收费区（法語：Zone 5），1977年12月9日大区快铁B线开始使用本站。

## 名称
地名Le Guichet最早出现在1756年的卡西尼地图上，位于车站以北约一公里处，早于铁路建成。因此，车站的名称与当前建筑物之前的售票处（法语：le guichet）无关。